# André Nascimento
Pour les articles homonymes, voir Nascimento.
André Nascimento (né le 4 mars 1979 à São João de Meriti) est un joueur de volley-ball brésilien. Il mesure 1,99 m et joue réceptionneur-attaquant. Il totalise 170 sélections en équipe du Brésil.

## Clubs
| Clubs     |                         |
| 1999–2002 | Minas Tênis Clube       |
| 2002–2004 | Panathinaikos           |
| 2004–2005 | Wizard Suzano São Paulo |
| 2005–2007 | Trentino Volley         |
| 2007–2008 | Pallavolo Modena        |
| 2008 ...  | Minas Tênis Clube       |
| 2017-2018 | Vôlei Itapetininga (SP) |

## Palmarès
Avec Brésil:
- Jeux olympiques : 2004
- Championnat du monde : 2002
- Ligue mondiale : 2001, 2003, 2004, 2005
- Coupe du monde : 2003
- Championnat d'Amérique du Sud : 2005

Avec clubs:
- Championnat du Brésil: 2000, 2001, 2002
- Championnat de Grèce: 2004